# Chloroclanis
Chloroclanis este un gen de molii din familia Sphingidae. Conține o singură specie, Chloroclanis virescens, care este întâlnită din Africa de Vest până în Angola, Congo, Uganda și Kenya vest și Tanzania. 

## Subspecii
- Chloroclanis virescens virescens
- Chloroclanis virescens ochracea (Gehlen, 1951)
- Chloroclanis virescens tanzanica Carcasson, 1968